# Prince of Persia (computerspelserie)
Prince of Persia (Nederlands: Prins van Perzië) is een computerspelserie van actie-avonturenspellen die draaien om de gelijknamige Prins  en zijn avonturen in het middeleeuwse Iran/Perzië.

## Geschiedenis
De spelserie startte in 1989 met de gelijknamige titel. Het tweede spel kreeg langere levels en meerdere valkuilen, en het grafische gedeelte, de muziek en geluidseffecten werden geavanceerder.
Prince of Persia 3D was de eerste in de reeks in 3D. Daarna heeft Ubisoft een trilogie uitgegeven van 2003 tot 2005 bestaande uit de delen: The Sands Of Time, Warrior Within en The Two Thrones, welke in 2010 is uitgebreid met The Forgotten Sands.
Rond hetzelfde moment is er een live-actionfilm uitgebracht onder de naam Prince of Persia: The Sands of Time.

## Spellen
De volgende spellen zijn in de Prince of Persia-serie uitgebracht:
| Uitgebracht | Titel                                        | Ontwikkelaar          | Platforms |
| ----------- | -------------------------------------------- | --------------------- | --- |
| 1989        | Prince of Persia                             | Brøderbund            | Apple II, Apple Macintosh, DOS, Amiga, Atari ST, Master System, Sega Mega-CD, Game Boy, Game Boy Color, NES, SNES, Sam Coupé, Amstrad CPC, ZX Spectrum, Sega Game Gear, Turbo Duo, Mega Drive |
| 1994        | Prince of Persia 2: The Shadow and the Flame | Brøderbund            | Apple Macintosh, DOS, SNES |
| 1999        | Prince of Persia 3D                          | Red Orb Entertainment | Windows, Dreamcast |
| 2003        | Prince of Persia: The Sands of Time          | Ubisoft               | PlayStation 2, GameCube, Xbox, Windows en Game Boy Advance |
| 2004        | Prince of Persia: Warrior Within             | Ubisoft               | PlayStation 2, GameCube, Xbox en Windows |
| 2005        | Prince of Persia: The Two Thrones            | Ubisoft               | PlayStation 2, GameCube, Xbox en Windows |
| 2005        | Prince of Persia: Revelations                | Ubisoft               | PlayStation Portable (Dit spel is hetzelfde als Prince of Persia: Warrior Within) |
| 2005        | Battles of Prince of Persia                  | Ubisoft               | Nintendo DS |
| 2007        | Prince of Persia: Rival Swords               | Ubisoft               | Nintendo Wii, PlayStation Portable |
| 2008        | Prince of Persia                             | Ubisoft               | PlayStation 3, Xbox 360, Windows en Mac OS X |
| 2008        | Prince of Persia: The Fallen King            | Ubisoft               | Nintendo DS |
| 2010        | Prince of Persia: The Forgotten Sands        | Ubisoft               | Windows, Xbox 360, PlayStation 3, Nintendo Wii, PlayStation Portable, Nintendo DS |
| 2018        | Prince of Persia: Escape                     | Ketchapp              | Android, iOS |
| 2024        | Prince of Persia: The Lost Crown             | Ubisoft               | PlayStation 4, PlayStation 5, Switch, Windows, Xbox One, Xbox Series |

### Remakes
- Prince of Persia (HD-remake, 2007)
- Prince of Persia 2: The Shadow and the Flame (HD-remake, 2013)
- Prince of Persia: The Sands of Time (HD-remake, nnb.)